# Mars 2015
| Mars 2015 |
| Månader under 2015: Januari · Februari · Mars · April · Maj · Juni · Juli · Augusti · September · Oktober · November · December ← December 2014 · Januari 2016 → |

## Händelser

### 1 mars
- Malis regering undertecknar ett fredsavtal för att få ett slut på striderna med rebeller i norr. Men de tuaregledda rebellerna har bett om mer tid innan de undertecknar avtalet.[1]
- Parlamentsval hålls i Estland[2]
- Parlamentsval hålls i Tadzjikistan.
- I Rysslands huvudstad Moskva hålls sorgemarschen för den ryske oppositionspolitikern Boris Nemtsov. Runt 10 000 deltar.

### 2 mars
- Ett stort offensiv, gjord av den irakiska armén inleds mot norra Irak där ISIL håller till.
- En rektor i Vallentuna, Sverige, knivskärs av en elev när rektorn kommer emellan i ett bråk på en skola.
- Två personer dödas i en explosion i en lägenhet i Nyköping.

### 4 mars
- Runt 30 personer dödas i kolgruvan Zasjadko, nära Donetsk i östra Ukraina.

### 6 mars
- Michel Tornéus och Andreas Otterling vinner guld respektive brons i längdhopp under inomhus-EM 2015 i Prag.

### 10 mars
- Två personer grips av spansk polis i staden Ceuta i Spanien  misstänkta för att ha planerat ett terrordåd. De två personerna var också medlemmar i en jihadistisk terrorcell[3]

### 13 mars
- Saudiaffärens diplomatiska efterspel leder till att Sverige inte förlänger sitt vapenavtal med Saudiarabien.

### 14 mars
- Västerås SK blir svenska mästare i bandy för herrar.
- Måns Zelmerlöw vinner Melodifestivalen 2015 med låten "Heroes".

### 15 mars
- 14 dödas och 70 skadas i en rad attacker mot kristna kyrkor i den Pakistanska staden Lahore.

### 17 mars
- Presidentval och parlamentsval hölls i Israel.

### 20 mars
- En solförmörkelse är synlig i stora delar av Europa, med totalitet över Färöarna och Svalbard.
- Självmordsbombningar vid två moskéer i Sanaa i Jemen dödar 142 människor, däribland 13 barn.

### 21 mars
- Presidenten Abd Rabu Mansur Hadi förklarar Aden som tillfällig huvudstad i Jemen, mitt i efterdyningarna av en statskupp.

### 23 mars
- Lee Kuan Yew, den första premiärministern i Singapore, avlider med en ålder på 91 år.

### 24 mars

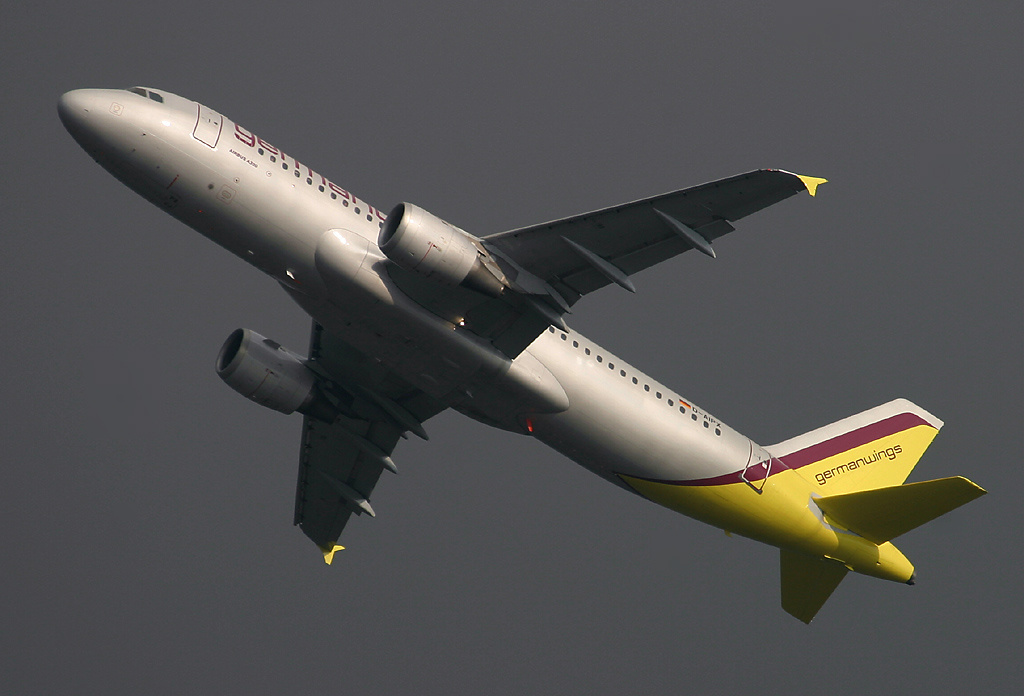
Germanwings Flight 9525.

- Germanwings Flight 9525 kraschar i franska Alperna med 150 personer ombord.

### 26 mars

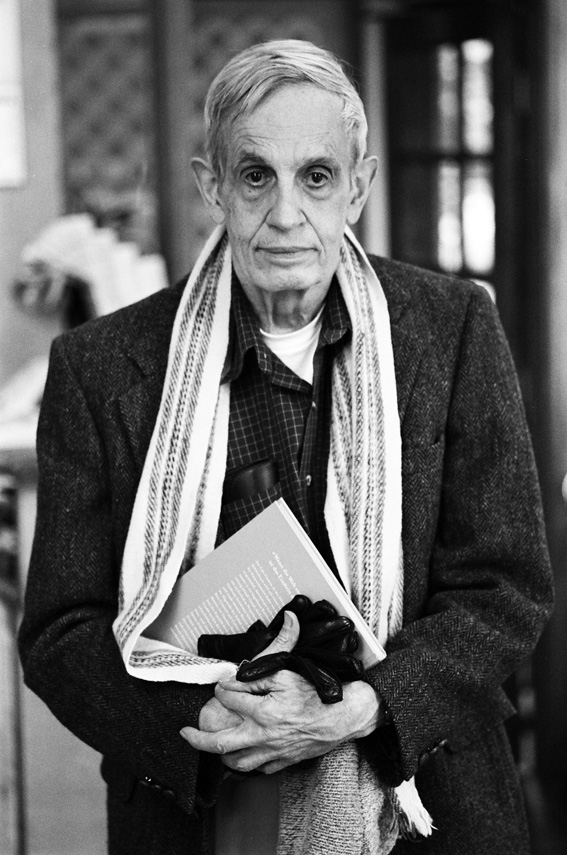
John Forbes Nash.

- Matematikerna John Forbes Nash och Louis Nirenberg erhåller Abelpriset för sitt arbete med partiella differentialekvationer.
- Den svenske poeten Tomas Tranströmer, Nobelpristagare i litteratur 2011, avlider.

### 29 mars
- Islam Karimov blir omvald till Uzbekistans president.

### 31 mars
- Muhammadu Buhari tillträder som Nigerias nya president.